# Begonia karwinskyana
Espèce
Begonia karwinskyana est une espèce de plantes de la famille des Begoniaceae. Ce bégonia est originaire du Mexique. L'espèce fait partie de la section Gireoudia. Elle a été décrite en 1859 par Alphonse Pyrame de Candolle (1806-1893). L'épithète spécifique karwinskyana signifie « de Karwinski » en hommage au naturaliste bavarois Wilhelm Friedrich Karwinski von Karwin (en) (1780-1855) qui a voyagé et récolté au Mexique et au Brésil.

## Description

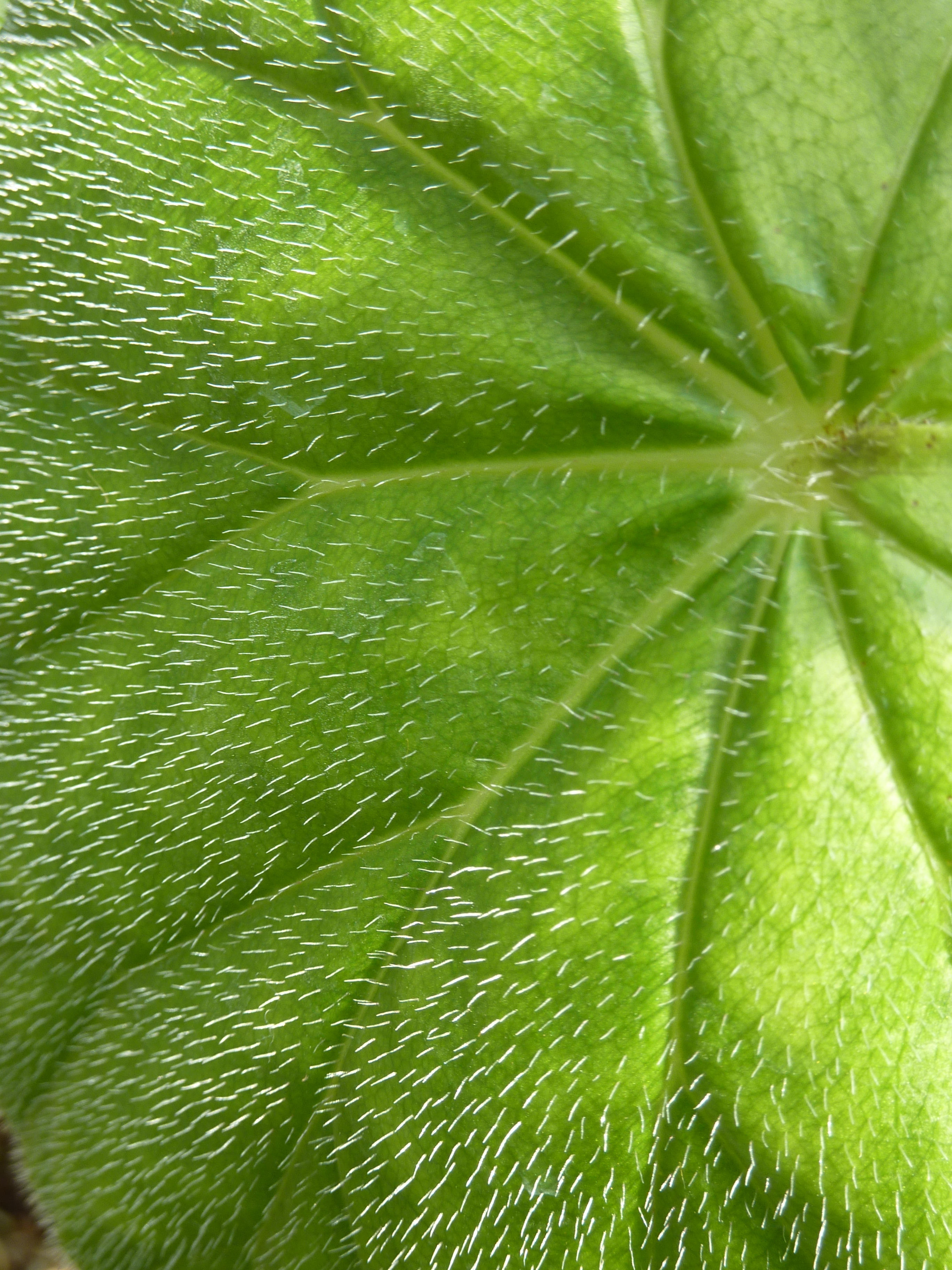
Détail d'une feuille

## Répartition géographique
Cette espèce est originaire du pays suivant : Mexique.